# Caleb Ewan
Caleb Ewan   (Sydney, 11 de juliol de 1994) és un exciclista australià, professional des del 2015 fins al 2025. El seu darrer equip fou INEOS, prèviament va estar al Team Jayco AlUla. També competia en ciclisme en pista. En el seu palmarès destaquen una victòria d'etapa a la Volta a Espanya de 2015 i tres al Giro d'Itàlia, una el 2017; i dues el 2019. El 2016 guanyà l'EuroEyes Cyclassics. El 2019 guanyà tres etapes al Tour de França.

## Palmarès en ruta
- 2012
  - 1r a la Gant-Menin
  - Vencedor d'una etapa al Rothaus Regio-Tour
  - Vencedor de 2 etapes al Jayco Bay Classic
- 2013
  - 1r al Gran Premi Palio del Recioto
  - 1r a La Côte Picarde
  - 1r al Jayco Bay Classic i vencedor d'una etapa
  - Vencedor de 2 etapes a la Volta a Turíngia
  - Vencedor d'una etapa a la Tour d'Alsàcia
  - Vencedor de 2 etapes al Tour de l'Avenir
- 2014
  -  Campió d'Austràlia sub-23 en ruta
  -  Campió d'Austràlia sub-23 en critèrium
  - Vencedor d'una etapa al Tour de l'Avenir
- 2015
  - 1r al Mitchelton Bay Classic i vencedor de 3 etapes
- 2015
  - 1r a la Volta a La Rioja
  - 1r al Tour de Corea i vencedor de 4 etapes
  - Vencedor de 2 etapes al Herald Sun Tour
  - Vencedor de 2 etapes al Tour de Langkawi
  - Vencedor d'una etapa a la Volta a Espanya
- 2016
  -  Campió d'Austràlia en critèrium
  - 1r a la People's Choice Classic
  - 1r a la EuroEyes Cyclassics
  - Vencedor d'una etapa al Tour Down Under
  - Vencedor d'una etapa al Herald Sun Tour
  - Vencedor d'una etapa a la Volta a la Gran Bretanya
- 2017
  -  Campió d'Austràlia en critèrium
  - 1r a la People's Choice Classic
  - Vencedor de 4 etapes al Tour Down Under
  - Vencedor d'una etapa a l'Abu Dhabi Tour
  - Vencedor d'una etapa al Giro d'Itàlia
  - Vencedor d'una etapa a la Volta a Polònia
  - Vencedor de 2 etapes a la Volta a la Gran Bretanya
- 2018
  - 1r a la Clàssica d'Almeria
  - Vencedor d'una etapa al Tour Down Under
  - Vencedor d'una etapa a la Volta a la Gran Bretanya
- 2019
  - 1r al Down Under Classic
  - 1r a la Brussels Cycling Classic
  - Vencedor d'una etapa a l'UAE Tour
  - Vencedor d'una etapa a la Volta a Turquia
  - Vencedor de 2 etapes al Giro d'Itàlia
  - Vencedor d'una etapa al Ster ZLM Toer
  - Vencedor de 3 etapes al Tour de França
- 2020
  - 1r a la Schwalbe Classic
  - 1r al Scheldeprijs
  - Vencedor de 2 etapes al Tour Down Under
  - Vencedor d'una etapa a l'UAE Tour
  - Vencedor de 2 etapes al Tour de França
- 2021
  - Vencedor d'una etapa a l'UAE Tour
  - Vencedor de 2 etapes al Giro d'Itàlia
  - Vencedor de 2 etapes a la Volta a Bèlgica
  - Vencedor d'una etapa al Tour del Benelux
- 2022
  - 1r al Gran Premi de Fourmies
  - Vencedor d'una etapa al Tour d'Aràbia Saudita
  - Vencedor d'una etapa al Tour dels Alps Marítims i del Var
  - Vencedor d'una etapa a la Tirrena-Adriàtica
  - Vencedor de 2 etapes a la Volta a Turquia
  - Vencedor d'una etapa a la Volta a Alemanya
- 2023
  - 1r a la Schwalbe Classic
  - 1r a la Van Merksteijn Fences Classic
- 2024
  -  Campió d'Austràlia en critèrium
  - 1r a la Volta a Castella i Lleó
  - Vencedor d'una etapa al Tour d'Oman
  - Vencedor d'una etapa de la Volta a Burgos
- 2025
  - Vencedor d'una etapa a la Setmana Internacional de Coppi i Bartali
  - Vencedor d'una etapa a la Volta al País Basc

### Resultats a la Volta a Espanya
- 2015. Abandona (10a etapa). Vencedor d'una etapa

### Resultats al Giro d'Itàlia
- 2016. No surt (13a etapa)
- 2017. Abandona (15a etapa). Vencedor d'una etapa
- 2019. Abandona (12a etapa). Vencedor de 2 etapes
- 2021. Abandona (8a etapa). Vencedor de 2 etapes
- 2022. No surt (12a etapa)
- 2024. 120è de la classificació general

### Resultats al Tour de França
- 2019. 132è de la classificació general. Vencedor de 3 etapes
- 2020. 144è de la classificació general. Vencedor de 2 etapes
- 2021. No surt (4a etapa)
- 2022. 135è de la classificació general
- 2023. Abandona (13a etapa)

## Palmarès en pista
- 2011
  -  Campió del món júnior en Òmnium